# Rudi Gernreich

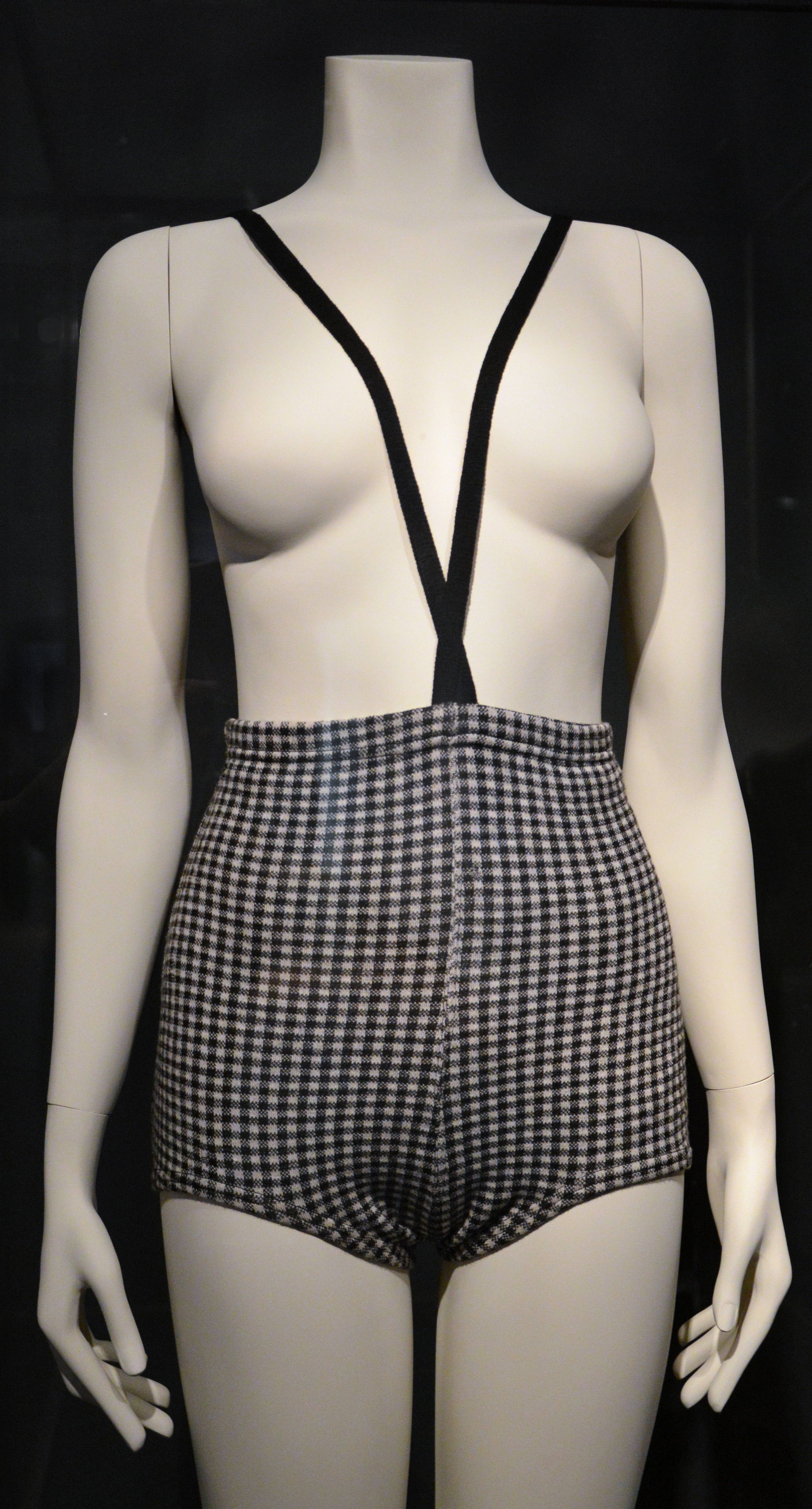
Monokini von Rudi Gernreich, Wolle, 1964

Rudi Gernreich (auch: Rudy Gernreich; * 8. August 1922 in Wien; † 21. April 1985 in Los Angeles) war Modedesigner und Homosexuellen-Aktivist.
1938 floh der jüdische Österreicher Gernreich vor der Verfolgung während der Zeit des Nationalsozialismus in die USA, wo er sich in Los Angeles niederließ. Er trat zunächst als Tänzer auf und wurde dann Modedesigner, in Zusammenarbeit mit dem Model Peggy Moffitt und dem Fotografen William Claxton. Im Jahr 1950 war er Mitbegründer der Mattachine Society, der ersten Homosexuellenbewegung weltweit nach 1945.
Seine ungewöhnlichen und mutigen Entwürfe machten ihn in den USA zu einem der einflussreichsten Modeschöpfer des 20. Jahrhunderts. Einige seiner Ideen waren die Oben-ohne-Mode (sog. Monokini), der „Total Look“ oder die Unisex-Mode. Diese zählen heute zum selbstverständlichen modischen Repertoire, führten jedoch in den 1960er Jahren zu heftigem Widerspruch, was ihm allerdings eine große Popularität einbrachte und zu zahlreichen Interviews in Zeitungen und Fernsehsendungen verhalf.

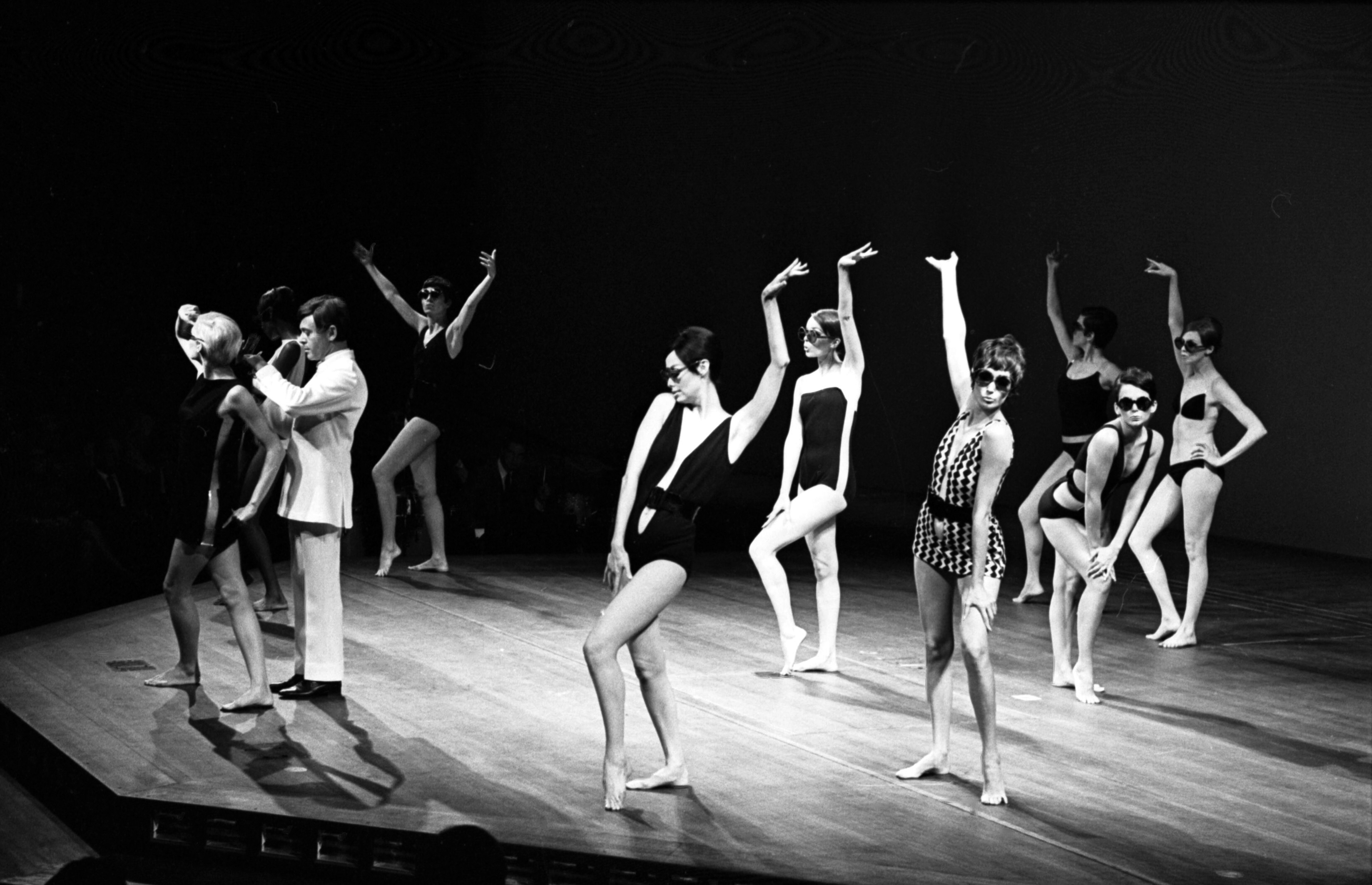
Rudi Gernreich at Los Angeles Fashion Group's Man of the Year in 1968

Von Rudi Gernreich stammen auch die Uniformen der Mondbesatzung in der Science-Fiction-Fernsehserie Mondbasis Alpha 1.
Gernreich hinterließ dem Fashion Institute of Design and Merchandising in Los Angeles ein Archiv mit zahlreichen Kleidungsstücken, Entwürfen und Mustern, mit Presseausschnitten, Accessoires, Möbelstücken, Notizbüchern sowie einigen seiner persönlichen Kleidungsstücke. Es umfasst ca. 1000 Objekte.